# .tr
.tr è il dominio di primo livello nazionale assegnato alla Turchia.